# Grotte Célestine
Pour l’article homonyme, voir Célestine (homonymie).
La grotte Célestine est une cavité naturelle de l'Entre-deux-Mers située dans la commune de Rauzan, en Gironde.

## Toponymie
Le nom de Célestine a été donné à la grotte en hommage à sa propriétaire rauzannaise qui, durant sept années, a permis aux visiteurs de passer par sa chambre pour descendre dans la cavité.

## Spéléométrie
Le développement de la grotte est de 2 100 m.

## Géologie
La grotte se développe dans les calcaires à astéries de l'Oligocène inférieur (Cénozoïque).

## Histoire
La grotte est découverte par hasard en 1845 par un puisatier. Le puits, d'une profondeur de 13 m, s'ouvre dans le village de Rauzan ; il a été commandé par l’épicier-grainetier qui voulait puiser l'eau depuis sa maison. Très vite, la grotte devient une curiosité et des groupes sont guidés par les employés de l’épicerie. La cavité est alors connue sous le nom de « grotte aux Torrents ». Les visiteurs équipés de bougies parcourent le lit de la rivière souterraine, comme l'attestent quelques cartes postales anciennes. Les visites sont organisées jusqu'en 1930, puis la grotte tombe dans l'oubli et n'est plus exploitée.
En 1958, la cavité est longue de 570 m. De 1967 à 1969, elle est explorée et topographiée par la Société spéléologique et préhistorique de Bordeaux (SSPB). La rivière souterraine qui parcourt la grotte est remontée jusqu'à la perte (turon de Rauzan) qui se situe environ 1 500 m plus au sud.
En 1995, la mairie de Rauzan met à l'étude un projet de réouverture au public. Cependant, l'entrée s’effectue toujours par la chambre de Célestine dans laquelle se situe le puits d’accès. Un nouveau puits d’accès est foré et la mairie achète des terrains sous lesquels se développe la grotte. En 2002, la grotte est ouverte aux visiteurs qui sont équipés de pied en cap (bottes, casques). Accompagnés d'un guide, des visites sont proposées sur un parcours d'environ 400 m.